# 상상적 청중
상상적 청중(imaginary audience)은 청소년기 인지구조의 변화인 추상적 사고의 출현에 의해 생겨난 타인에 대한 지각의 왜곡현상이다. 이는 청소년이 실제적이거나 가상적인 상황에서 자신에 대해 다른 사람이 어떤 반응을 할 것인지를 예측해 보려는 경향을 말한다. 즉, 항상 누군가가 자신을 지켜보고 있으며 관심을 가지고 있다고 믿는 경향을 뜻한다. 청소년은 '상상적 청중'을 만들어 내고 자신에 대한 타인의 반응을 예측하려고 노력한다. 다른 사람이 자신을 관심의 초점으로 생각하기 때문에 그들은 청중이고, 실제적 상황에서는 자신이 관심의 초점이 아니라는 의미에서 상상적이라는 것이다. 이러한 상상적 청중은 청소년에게 자신의 관점과 타인의 관점간의 차이를 구분하지 못하게 하여 타인이 자신과 다른 관점을 가질 수 있다는 것을 이해할 수 없게 한다.

## 같이 보기
- 관계 사고와 관계 망상

1. ↑  정탁준 (2016). “倫理硏究”. 《청소년기의 인지적 특성과 도덕교육적 함의: ‘상상적 청중’과 ‘개인적 우화’를 중심으로》. 111 (한국윤리학회) 1.